# Saint-Aubin-Montenoy
Saint-Aubin-Montenoy é uma comuna francesa na região administrativa de Altos da França, no departamento de Somme. Estende-se por uma área de 10,41 km². Em 2010 a comuna tinha 227 habitantes (densidade: 21,8 hab./km²).